# Тысячелетие
Тысячеле́тие (также милле́ниум) — единица измерения времени, равная 1000 годам или 10 векам.
Также тысячелетием называют интервал времени с момента какого-либо события, например, 1000-летие Крещения Руси.

## В григорианском календаре
Согласно григорианскому календарю, I век н. э. начался 1 января 1 года и закончился 31 декабря 100 года. II век начался в 101 году, III век — в 201 и т. д. Последний год века начинается с номера этого века (например, 2000 год — последний год XX века). Поэтому, если основываться на летосчислении по григорианскому календарю, неверно распространённое утверждение о том, что XXI век и 3-е тысячелетие начались 1 января 2000 года; на самом деле это произошло 1 января 2001 года. Кроме того, в этой системе нет «нулевого века»: после I века до н. э. начался I век н. э.
| 200                      | 199                      | ...                      | 102                      | 101                      | 100                      | 99                       | ...                      | 2                        | 1                        | 1                     | 2                     | ...                   | 99                    | 100                   | 101                   | 102                   | ...                   | 199                   | 200                   |
| II век до н. э.          | II век до н. э.          | II век до н. э.          | II век до н. э.          | II век до н. э.          | I век до н. э.           | I век до н. э.           | I век до н. э.           | I век до н. э.           | I век до н. э.           | I век н. э.           | I век н. э.           | I век н. э.           | I век н. э.           | I век н. э.           | II век н. э.          | II век н. э.          | II век н. э.          | II век н. э.          | II век н. э.          |
| 1-е тысячелетие до н. э. | 1-е тысячелетие до н. э. | 1-е тысячелетие до н. э. | 1-е тысячелетие до н. э. | 1-е тысячелетие до н. э. | 1-е тысячелетие до н. э. | 1-е тысячелетие до н. э. | 1-е тысячелетие до н. э. | 1-е тысячелетие до н. э. | 1-е тысячелетие до н. э. | 1-е тысячелетие н. э. | 1-е тысячелетие н. э. | 1-е тысячелетие н. э. | 1-е тысячелетие н. э. | 1-е тысячелетие н. э. | 1-е тысячелетие н. э. | 1-е тысячелетие н. э. | 1-е тысячелетие н. э. | 1-е тысячелетие н. э. | 1-е тысячелетие н. э. |

## Полемика по вопросу празднования тысячелетия
Согласно общепринятому григорианскому календарю, было определено начинать счёт с 1. Таким образом, каждый период в 1000 лет завершается годом с тремя нулями, например, первая тысяча лет содержит и 1000-й год. Однако существуют две точки зрения о том, каким должно быть тысячелетие на практике. Многие государства и страны юридически приняли стандарт ISO 8601 и используют астрономический календарь, где счёт лет начинается с 0. Таким образом, при использовании этого календаря тысячелетие начинается в x000 и содержит x999 в конце периода. При таком порядке летосчисления наступление третьего тысячелетия произошло между 31 декабря 1999 года и 1 января 2000 года. В последние годы были популярны дискуссии про празднование тысячелетия в 2000 году, где утверждалось, что начало именно этого года следует понимать (и отмечать) как начало нового тысячелетия. Исторически сложилось так, что ранее была дискуссия о рубеже десятилетий, столетий и тысячелетий. Этот вопрос связан с Конвенцией использования порядковых номеров для расчёта тысячелетий (например, для «третьего тысячелетия»), по сравнению с использованием количественного номера (например, «две тысячи»), которая однозначна, так как она не зависит от года, с которого начинается подсчёт. Первая конвенция является общей для англоязычных государства и стран, а последняя принята, например, в Швеции (швед. tvåtusentalet).
Однако стандарт ISO 8601 — Data elements and interchange formats — Information interchange — Representation of dates and times — устанавливает форматы представления даты и времени, а не порядок летоисчисления, отличный от григорианского календаря.
…The standard uses the Gregorian calendar, which serves as an international standard for civil use.
Согласно ему первый год до нашей эры григорианского календаря представляется как 0000, а первый год нашей эры как 0001.
…ISO 8601 prescribes, as a minimum, a four-digit year [YYYY] to avoid the year 2000 problem. It therefore represents years from 0000 to 9999, year 0000 being equal to 1 BC and all others AD.
Поэтому ссылка на стандарт ISO 8601 как аргумент, утверждающий начало третьего тысячелетия нашей эры 1-го января 2000 года, является ошибочной.
В соответствии со стандартом ISO 8601, в Российской Федерации применяется ГОСТ ИСО 8601-2001 СИБИД, согласно которому 1-й век и 1-е тысячелетие начинается с 0001 года.
2.30 век (в григорианском календаре): Календарный год, номер которого кратен ста, начиная с 01 года. Каждый век имеет порядковый номер — 1-й век начинается с 0001 года.
2.35 календарное тысячелетие: Период времени в 1000 календарных лет, начиная с 01 года. Каждое тысячелетие имеет порядковый номер — 1-е тысячелетие (с 0001 г. по 1000 г. включительно). Третье тысячелетие начинается с 2001 г. по 3000 г. включительно.